# Сафронов, Сергей Иванович (лётчик-истребитель)
Серге́й Ива́нович Сафро́нов (25 марта 1930, Гусь-Хрустальный — 1 мая 1960, Дегтярск) — советский лётчик-истребитель, погибший от огня советской ПВО в ходе операции по уничтожению самолёта-шпиона U-2.

## Биография
Родился 25 марта 1930 года в городе Гусь-Хрустальный Ивановской Промышленной (ныне Владимирской) области. После восьмого класса работал электриком на фабрике и продолжил обучение в школе рабочей молодёжи, где познакомился со своей будущей женой Анной. После десятого класса поступил в лётное училище.
Окончил Борисоглебское авиационное военное училище лётчиков имени В. П. Чкалова в 1952 году и проходил службу в 764-м истребительном авиаполку ПВО (5-я армия ВВС и ПВО) 87-й истребительной дивизии в Перми.

### Последнее задание
1 мая 1960 года Сергей Сафронов нёс боевое дежурство на аэродроме вместе с заместителем командира эскадрильи капитаном Борисом Айвазяном, который в этой паре МиГ-19 был ведущим. По сигналу боевой тревоги они взлетели в 7:03 мск и через 32 минуты были на военном аэродроме «Кольцово» — в Свердловске, где самолёты срочно начали заправлять горючим. Однако взлёт был задержан на 1 час 8 минут — сначала на перехват американского самолёта-разведчика U-2 поднялся более высотный истребитель Су-9 с приказом лётчику таранить нарушителя (самолёт на тот момент был без вооружения), но таран не состоялся из-за ошибок оператора наведения на командном пункте (КП). В 8:43, после команды лётчику Су-9 идти на посадку, в воздух была поднята пара МиГ-19. В 8:53 U-2 был сбит ракетчиками, но более 30 минут после уничтожения самолёта и на КП полка, и на КП армии ПВО считали, что он продолжает полёт.
В результате несогласованности действий различных служб самолёт Сафронова, шедший на высоте 11 000 м был принят за U-2 и в 9:23 поражён ракетой зенитного ракетного комплекса С-75. Трагедия разыгралась в небе над Дегтярском (30—40 км к юго-западу от Свердловска) во время первомайской демонстрации. Борис Айвазян сманеврировал, совершив резкое пикирование до высоты 2000 м, и с большой перегрузкой вывел самолёт на высоту около 300 м (по другим источникам, около 500 м), уйдя таким образом из зоны действия ракеты.
Последующее расследование установило, что ответчик системы распознавания «свой-чужой» на самолёте Сафронова был включён, но сама система не была задействована наземными службами ПВО (по другим сведениям, у лётчиков в спешке не были изменены коды «свой-чужой»). Причиной гибели лётчика послужила плохая работа боевого расчёта главного командного пункта армии ПВО. Начальники родов и служб не сообщали о принятых решениях на главный командный пункт, который, в свою очередь, не информировал об обстановке командиров частей и соединений. В 57-й зенитно-ракетной бригаде не знали о нахождении истребителей в воздухе.
Указом Президиума Верховного Совета СССР от 7 мая 1960 года № 237/12 старший лейтенант С. И. Сафронов награждён орденом Красного Знамени (в указе о награждении слово «посмертно» было опущено). Сведения об обстоятельствах гибели оставались засекреченными вплоть до наступления перестройки в СССР.
Похоронен Сергей Сафронов на Егошихинском кладбище в Перми.

### Семья
Жена — Анна Васильевна Сафронова (урождённая Панфилова), училась с Сергеем Сафроновым в Гусь-Хрустальном в одной школе. В браке у них родился сын, Александр, окончивший впоследствии училище гражданской авиации. Анна Васильевна окончила педагогический институт, работала в детском саду, затем преподавала в институте. Через 8 лет после смерти мужа приняла предложение Бориса Айвазяна и переехала в Москву, у них родилась дочь.

## Память
- В Дегтярске установлены два памятника Сергею Сафронову (один из них в 2005 году[10]) — один в городском парке у здания рудоуправления, второй на окраине города, на месте падения самолёта. В историко-производственном музее города создан уголок памяти лётчика. Улица Фабричная была переименована в улицу Сафронова[11][12]. В городе проводится легкоатлетический пробег, посвящённый подвигу лётчика[13].
- 1 мая 2007 года на стоянке дежурных сил 764-го истребительного авиационного полка ему была открыта памятная стела. Ежедневно возле неё начинается боевое дежурство пермских военных лётчиков. Ежегодно в начале мая проводится день памяти Сергея Сафронова, на который собираются военнослужащие и жители авиационного гарнизона, а также ветераны части[11].

- В 2010 году именем Сергея Сафронова был назван истребитель МиГ-31 с бортовым номером 05[14][11].
- В Перми в мае 2019 года в честь лётчика была названа улица[15].